# Pokémon (серия игр)
Pokémon или Pocket Monsters — серия игр, разрабатываемая студиями Game Freak и Creatures Inc. и издаваемая Nintendo как часть франчайзинга «Покемон». Самые первые игры, Pokémon Red и Blue, вышли 27 февраля 1996 года, и с тех пор игры серии выходят на каждую новую игровую консоль от Nintendo. Основная серия игр выполнена в жанре jRPG, однако спин-оффы могут быть самых разных жанров, таких как головоломка, экшн-РПГ и тамагочи. Сеттинг побочных игр также может сильно отличаться от основной серии.
Игры повествуют о покемонах — существах, отлавливаемых и тренируемых людьми для боёв. Люди, занимающиеся ловлей, тренировкой и сражениями покемонов, называются тренерами покемонов. Итоговая цель игр основной серии — поймать все виды покемонов. Игры выходят парами, причём некоторые из покемонов есть только в одной из игр пары — поэтому получить всех можно, если обмениваться покемонами с владельцами других игр. За тренеров можно играть только в основной серии, в спин-оффах у протагонистов другие рода деятельности: фотограф (как в Pokémon Snap), лесник (как в Pokémon Ranger) и т. п., соответственно и цели главных героев могут быть другими.

## Состав
| 1996 | Red, Green и Blue                 |
| 1997 |                                   |
| 1998 | Yellow                            |
| 1999 | Gold и Silver                     |
| 2000 | Crystal                           |
| 2001 |                                   |
| 2002 | Ruby и Sapphire                   |
| 2003 |                                   |
| 2004 | FireRed и LeafGreen               |
| 2005 | Emerald                           |
| 2006 | Diamond и Pearl                   |
| 2007 |                                   |
| 2008 | Platinum                          |
| 2009 | HeartGold и SoulSilver            |
| 2010 | Black и White                     |
| 2011 |                                   |
| 2012 | Black 2 и White 2                 |
| 2013 | X и Y                             |
| 2014 | Omega Ruby и Alpha Sapphire       |
| 2015 |                                   |
| 2016 | Sun и Moon                        |
| 2017 | Ultra Sun и Ultra Moon            |
| 2018 | Let's Go Pikachu и Eevee          |
| 2019 | Sword и Shield                    |
| 2020 |                                   |
| 2021 | Brilliant Diamond и Shining Pearl |
| 2022 | Legends: Arceus, Scarlet и Violet |
| 2023 |                                   |
| 2024 |                                   |
| 2025 | Legends: Z-A                      |

#### Основная серия

##### Первое поколение
Изначально «Покемон» появился как две видеоигры для портативной игровой системы Game Boy, созданные студией Game Freak в 1996 году. В Pokémon Red и Green (Red и Blue в западном выпуске), первых играх серии, был 151 вид покемонов, а действие происходило в вымышленном регионе Канто. Когда по мотивам игр вышло аниме, была разработана игра Pokémon Yellow, представляющая собой Red и Blue, более приближенные к аниме. На волне успеха предыдущих игр Nintendo выпустила игру Pokémon Stadium для игровой приставки Nintendo 64, где игроку нужно было участвовать в пошаговых сражениях по определённым правилам, выбрав команду покемонов (доступно всего 42 вида из известных на тот момент 151); имеется также возможность переносить покемонов из игр для Game Boy, чтобы играть за них на Nintendo 64. Чуть позже появилась Pokémon Stadium 2, известная в странах Запада как Pokémon Stadium, где, в отличие от предыдущей версии игры, были доступны все 151 покемон.

##### Второе поколение
В Pokémon Gold и Silver, сиквеле Red, Blue и Yellow, было представлено множество нововведений, фигурировавших также в дальнейших играх серии, например, смена дня и ночи в соответствии с реальным временем, разделение покемонов по полу, возможность разводить покемончиков, сияющие покемоны, а также Покегир — аппарат, совмещающий функции мобильного телефона, календаря, карты и радиоприёмника. Также увеличилось количество видов покемонов; отныне количество покемонов стало равным 251. Действие Gold и Silver происходит в регионе Джото, также есть возможность посетить Канто. После выхода Gold и Silver увидело свет продолжение Pokémon Stadium — Pokémon Stadium 2, в Японии известная как Pokémon Stadium GS, в ней были все покемоны из Gold и Silver, а также Pokémon Crystal — расширенная и дополненная версия Gold и Silver. В Crystal впервые появилась анимация покемонов во время боёв, возможность играть за персонажа-девочку, а также Башня Битв, где можно поучаствовать в боях по определённым правилам.

##### Третье поколение
21 ноября 2002 года вышли первые игры третьего поколения — Pokémon Ruby и Sapphire. Их действие проходит в регионе Хоэнн, который находится далеко от Канто и Джото. Появились нововведения: 135 новых видов покемонов (всего в третьем поколении их 386), возможность выращивать ягоды, конкурсы покемонов, битвы двое на двое (раньше сражались только по одному покемону с каждой стороны). В марте 2004 года для приставки Nintendo GameCube была разработана Pokémon Colosseum — первая японская ролевая игра по вселенной «Покемона» на стационарной консоли. Вскоре начались продажи Pokémon Box Ruby & Sapphire, которая, строго говоря, игрой не являлась, но с её помощью можно хранить покемонов, пойманных в играх для Game Boy Advance, на карте памяти от GameCube. В этом же году вышли Pokémon FireRed и LeafGreen,  ремейки первых игр серии Pokémon Red, Pokémon Green. FireRed и LeafGreen создавались на движке Ruby и Sapphire, и, следовательно, у них появилась возможность многопользовательской игры с ними. В ремейках появились новые локации — Острова Севии, а также впервые в серии появилась поддержка многопользовательской игры по беспроводному протоколу при помощи Game Boy Advance Wireless Adapter. В апреле 2005 года появилась игра Pokémon Emerald — дополнение к Ruby и Sapphire. Её основными отличиями была чуть расширенная сюжетная линия, анимация покемонов как в Crystal (с этого момента она стала стандартом серии), а также новая локация — Край Битв, где проходят сражения по особым правилам в семи различных дисциплинах. Как и FireRed и LeafGreen, Emerald поддерживала беспроводную связь. После выхода Emerald увидела свет Pokémon XD: Gale of Darkness — продолжение Colosseum.

##### Четвёртое поколение
В апреле 2007 года появились Pokémon Diamond и Pearl для портативной системы Nintendo DS — первые игры четвёртого поколения. Здесь впервые была задействована трёхмерная графика, появилась возможность сражаться и меняться покемонами через Интернет, а также 107 новых видов покемонов. В июне этого же года появилась первая игра по «Покемону» на Nintendo Wii: Pokémon Battle Revolution, являющаяся идейным продолжателем Pokémon Stadium и Pokémon Stadium 2. В апреле 2008 года появилась игра My Pokémon Ranch для WiiWare, служившая ровно для того же, что и Box, только для игр четвёртого поколения. В марте 2009 года вышла Pokémon Platinum, улучшенная версия Diamond и Pearl. В ней появились новые мини-игры, локации, а также Край Битв, подобный тому, что в Emerald. В 2010 году вышли Pokémon HeartGold и SoulSilver — ремейки игр второго поколения, Gold и Silver, для Nintendo DS. В комплекте с HeartGold и SoulSilver продавался Покеволкер — шагомер, позволяющий загружать туда покемонов. Чем больше шагов насчитает шагомер, тем больше опыта получает покемон, который загружен в него.

##### Пятое поколение
18 сентября 2010 года были изданы Pokémon Black и White — первые игры пятого поколения. Среди основных нововведений можно отметить 156 новых видов покемонов, смену времён года, бои трое на трое. Действие игр пятого поколения происходит в регионе Юнове, основанном, в отличие от предыдущих регионов, не на Японии, а на землях вокруг Нью-Йорка (то есть США). В июле 2012 года в Японии вышли Pokémon Black 2 и White 2, продолжения Black и White.

##### Шестое поколение
В октябре 2013 года были изданы новые части франшизы: Pokémon X и Pokémon Y — для Nintendo 3DS. Особенностью новой части стало полное 3D. Не обошлось и без пополнения парка покемонов на 72 вида. Также в игру были добавлены Мега Эволюции, которые могут переломить исход всей битвы. Особенность этих эволюций заключается в том, что они активируются только во время боя при держании покемоном специального предмета и не могут использоваться вне его. Регион игры именуется Калос, и он основан на северной части Франции.
21 ноября 2014 года состоялся выпуск ремейков Pokémon Ruby и Pokémon Sapphire, именуемых Pokémon Omega Ruby и Pokémon Alpha Sapphire. Как и в X и Y, мир полностью выполнен в 3D. Появились новые Мега Эволюции. Регион этой части игры — Хоэнн (Hoenn). Игры вышли на Nintendo 3DS и поддерживают новые выпуски этой консоли: New Nintendo 3DS и New Nintendo 3DS XL. Pokémon X-Z (яп. ポケットモンスター X-Z Pocket Monsters X-Z) и Pokémon Y-Z (яп. ポケットモンスター Y-Z Pocket Monsters Y-Z) являются верхними парными версиями VI поколения. Действие происходит в альтернативной временной шкале, отличной от Pokémon X и Pokémon Y.
Впервые увиденная 1 марта 2015 года фотография предстоящего номера журнала CoroCoro с мобильного телефона в низком разрешении просочилась в Интернет. 4 марта журнал был официально выпущен, и игры также были официально подтверждены на Pokémon Smash! Дзюнъити Масуда, а затем и официальные японские и международные веб-сайты покемонов. Игры не были выпущены.

##### Седьмое поколение
26 февраля 2016 года было объявлено появление двух новых игр: Pokémon Sun и Moon, выпущенных 18 ноября (23 ноября в Европе) 2016 года. Как и в шестом поколении, мир полностью выполнен в 3D. Регион этой части игры — Алола (Alola), основанный на Гавайях. Игры вышли на Nintendo 3DS. 81 новый покемон увеличил общее количество монстров до 802. 17 ноября 2017 года были выпущены Pokémon Ultra Sun и Ultra Moon, которые являются улучшенными версиями Sun и Moon.
16 ноября 2018 года состоялся релиз Pokémon Let’s Go Pikachu и Pokémon Let’s Go Eevee для Nintendo Switch, своеобразных ремейков Pokémon Yellow. Игры представляют собой смесь классических основных игр и Pokémon Go, и имеют связь с этой игрой. Регион этих игр — Канто. Доступны 151 покемон из первого поколения и два секретных, также появился кооператив. Рассчитаны эти игры на новую аудиторию. В комплект с Let’s Go Pikachu и Let’s Go Eevee вошёл Покебол Плюс, идейный преемник Покеволкера.

##### Восьмое поколение
На Е3 2017 года были анонсированы новые основные игры серии для Nintendo Switch. Вместе с анонсом Pokémon Let’s Go Pikachu и Pokémon Let’s Go Eevee было объявлено, что новые основные игры выйдут в 2019 году и будут ближе к последним двум поколениям, чем Pokémon Let’s Go Pikachu, Pokémon Let’s Go Eevee и Pokémon Go.
27 февраля 2019 года были анонсированы новые игры серии — Pokémon Sword и Pokémon Shield, выход которых состоялся 15 ноября 2019 года. Действия игры разворачиваются в регионе Галар, прототипом которого была Великобритания. В играх были представлены 81 новый покемон, а также 13 региональных форм (покемоны из предыдущих серий, у которых был изменен тип и внешний вид связи с климатическими условиями региона Галар, в котором они обитают). В играх были представлен новый феномен Dynamax, который изучается профессором Магнолией. 17 июня 2020 года вышел Expansion Pass — дополнение к игре. Это стало первым дополнением к играм Pokémon, в отличие от традиционных вторых частей игр, продолжающих сюжетную линию предыдущих частей.
26 февраля 2021 года было объявлено о выпуске Brilliant Diamond и Shining Pearl, ремейков игр четвёртого поколения Pokémon Diamond и Pearl, разработанных ILCA и запланированных к выпуску в конце того же года. В тот же день был анонсирован Pokémon Legends: Arceus, приквел к Diamond и Pearl. Данная игра принесла собой радикальные и прорывные изменения в устоявшуюся геймплейную формулу.
26 мая 2021 года было объявлено, что Brilliant Diamond и Shining Pearl выйдут 19 ноября 2021 года, а Pokémon Legends: Arceus — 28 января 2022 года; также были раскрыты бокс-арты для игр.

##### Девятое поколение
27 февраля 2022 года были анонсированы две новые игры  — Pokémon Scarlet и Violet, релиз которых состоялся 18 ноября 2022 года. Это первое поколение игр с полноценным открытым миром. С выходом этих игр общее количество покемонов достигло 1006, в честь чего Nintendo выпустила видео со счётчиком существ на YouTube.

#### Побочные игры
Первым спин-оффом серии игр стала Pokémon Pinball для Game Boy Color, вышедшая в июле 1999 года — своеобразная вариация на тему пинбола, в которой была также возможность ловить покемонов и просматривать их данные в Покедексе. Через месяц вышла Pokémon Snap для Nintendo 64 — симулятор фотографа покемонов. Далее, из побочных игр появилась Pokémon Trading Card Game — симулятор коллекционной карточной игры по «Покемону». Чуть позже, в сентябре 2000 года, на прилавках появилась Pokémon Puzzle League — игра в жанре головоломки для Nintendo 64 с элементами, позаимствованными из «Тетриса». Далее для Nintendo 64 была издана Hey You, Pikachu! в жанре тамагочи, где игрок должен общаться с Пикачу при помощи специального микрофона, идущего в комплекте с игрой. В декабре 2000 года вышла Pokémon Puzzle Challenge для Game Boy Color, имеющая сходный геймплей с Puzzle League. В марте 2001 года появилась Pokémon Trading Card Game: Here Comes Team GR!, не изданная за пределами Японии.
В августе 2003 года вышла Pokémon Pinball: Ruby & Sapphire — продолжение Pinball, в котором были задействованы покемоны из третьего поколения. В декабре 2003 года была издана Pokémon Channel, в которой были развиты некоторые идеи из Hey You, Pikachu!. Первой игрой серии для Nintendo DS стала Pokémon Dash в жанре гонок, вышедшая в 2005 году. Ровно через год вышла Pokémon Trozei в жанре головоломки, также для Nintendo DS. В сентябре 2006 года появились Pokémon Mystery Dungeon: Red Rescue Team и Blue Rescue Team для Game Boy Advance и Nintendo DS соответственно. Они относились к жанру Roguelike и являлись частью серии игр Mystery Dungeon.
В октябре 2006 года вышла Pokémon Ranger, где игрок брал на себя роль рейнджера. Особенностями этой игры было то, что её бои происходили в реальном времени и что вражеских покемонов можно было подчинять, но только на использование одной команды. В 2008 году была разработана Pokémon Mystery Dungeon: Explorers of Time и Explorers of Darkness — продолжение Pokémon Mystery Dungeon: Red Rescue Team и Blue Rescue Team для Nintendo DS. Также было разработано продолжение Ranger — Pokémon Ranger: Shadows of Almia. В 2009 году линейка Pokémon Mystery Dungeon пополнилась доплненной и обновлённой версией Explorers of Time и Explorers of Darkness — Explorers of Sky, а также продолжением — Keep Going! Burning Adventure Squad, Let’s Go! Stormy Adventure Squad и Go For It! Light Adventure Squad. В конце 2009 года вышла Pokémon Rumble в жанре файтинг для WiiWare.
Для Wii в 2010 году был издан платформер PokéPark Wii: Pikachu's Big Adventure. В 2010 году было также разработано и издано продолжение Ranger — Pokemon Ranger: Guardian Signs. В этом же году эксклюзивно для Японии была разработана и издана Battle & Get! Pokémon Typing DS, в которой нужно быстро печатать слова на сенсорном экране Nintendo DS В конце 2011 года была издана Pokémon Rumble Blast — сиквел Pokémon Rumble. В начале 2012 года вышло продолжение PokéPark — PokéPark 2: Wonders Beyond. 17 марта 2012 года появилась Pokémon + Nobunaga's Ambition в жанре японской ролевой игры — кроссовер серий «Покемон» и Nobunaga's Ambition. 16 июля 2015 года выпущена Pokkén Tournament для аркадных автоматов, за территорией Японии не выпускалась. Позже — 18 марта 2016 года она была реализована для Wii U по всему миру. Позднее, 22 сентября 2017 года вышла дополненная версия с новыми персонажами — Pokkén Tournament DX для Nintendo Switch. 7 июля 2016 года была выпущена Pokémon Go — игра на мобильные устройства с IOS и Android, эта игра стала второй, после Ingress, в которой использовалась дополненная реальность. 3 февраля 2016 года в Японии была выпущена Detective Pikachu — игра для Nintendo 3DS в жанре детективного приключения. 23 марта 2018 года вышла расширенная версия игры для международного рынка. В 2018 году вышла Pokémon Quest — динамичная ролевая игра в жанре экшен, в которой кубические покемоны играют главную роль, для Nintendo Switch (30 мая), IOS и Android (27 июня).

## Сеттинг
Вымышленная вселенная «Покемона» выполнена в антураже альтернативной современности, но в этом мире живут особые существа — покемоны. Покемоны в меру разумны, некоторые умеют разговаривать. Они бывают разных видов (на данный момент по играм, манге и аниме их известно 898) и обладают сверхъестественными способностями: у разных видов они разные, помимо этого, они могут принадлежать к различным типам — к категориям по стихийной принадлежности. От типа покемона зависит то, способности какой стихии присутствуют у него, а также то, против атак какого типа он устойчив или слаб; например, огненному покемону атаки травяного или ледяного типа нанесут несущественный урон, но при этом он будет слаб против водных или каменных атак. Возможна принадлежность покемона сразу к двум типам, при этом он сохраняет ряд их особенностей. Если покемон побеждает в битве, он получает опыт, при достижении определённого количества опыта у него повышается уровень, а значит, и характеристики. При определённых условиях (при достижении определённого уровня, при использовании предмета и т. п.) покемон может эволюционировать — преобразовываться в развитую форму, которая является сильнее предыдущей и считается как отдельный вид от неё.
Люди, называющие себя тренерами покемонов, подготавливают покемонов для сражений с покемонами других тренеров. Непосредственно сами тренеры не принимают участия в боях: сражаются только покемоны, которым хозяева дают команды, какую атаку или способность применить. Бои проходят до момента, пока все покемоны одного из тренеров не падают без сознания или один из тренеров не сдаётся, так как до смерти схватки не происходят никогда. Хорошим тренером считается тот, кто хорошо заботится о своих покемонах, — аллюзия на заботу людей о домашних животных. Новых покемонов тренеры обычно получают, ловя их на воле: тренер с помощью своих покемонов побеждает дикого покемона, а затем кидает в него покебол — карманное устройство в виде шара, предназначенное для переноски покемонов любого размера. Если дикий покемон не вырвется из покебола, то он переходит к тренеру. Покемонов можно иметь сколько угодно, но при себе можно носить максимум шесть особей, остальные находятся в специальном хранилище, откуда их в любой момент можно взять. Иногда тренеры меняются покемонами: обмен — важная часть игрового процесса основной серии игр. Как правило, сильные и опытные тренеры пользуются уважением. Среди тренеров проходят соревнования по битвам покемонов, которые во многом напоминают спортивные состязания в реальном мире. Никакой практической пользы тренировка покемонов не несёт, но она развивает в тренере ответственность, собранность, сострадание, умение планировать.
У многих тренеров есть Покедекс, карманная электронная энциклопедия, где содержится информация про покемонов. Как только тренер видит покемона, информация о нём попадает в Покедекс, более полную информацию можно получить, если покемон пойман. В играх основной серии главная цель заполнить Покедекс информацией о каждом покемоне, то есть поймать, эволюционировать или выменять все виды покемонов, присутствующие в игре. Другая цель тренеров стать Мастером покемонов, одним из сильнейших тренеров.

## История создания

### Истоки
В детстве геймдизайнер Сатоси Тадзири увлекался коллекционированием насекомых, популярным в Японии развлечением того времени. Дети ловили живых насекомых, собирали их и обменивались ими с друзьями. Со временем Тадзири переехал в Токио, где серьёзно увлёкся компьютерными играми, многие из которых впоследствии оказали влияние на его будущие проекты.
В начале девяностых годов вышла портативная игровая система Game Boy. Её особенностью была возможность соединить две приставки специальным кабелем, через который консоли обменивались информацией, и таким образом можно было играть вдвоём. По легенде, когда Тадзири увидел, как жук залез на провод, к нему в голову пришла смутная мысль о компьютерной игре, в которой нужно было ловить неких животноподобных существ, выращивать их и обмениваться ими с друзьями, чтобы в итоге собрать их полную коллекцию — явная отсылка к его увлечению коллекционированием насекомых. Идея использования соединительного кабеля для обмена покемонами была нова для игровой индустрии, потому что соединительные провода для Game Boy использовались только для совместной игры. Позже родилась идея сражений между существами. Несмотря на то, что покемоны сражаются, они никогда не погибают в бою: Тадзири не хотел «бессмысленного насилия» в своих играх. Кроме того, влияние оказала игра Makai Toushi Sa·Ga (The Final Fantasy Legend в западном выпуске), натолкнувшая Тадзири на мысль, что консоль Game Boy может быть использована не только для простеньких платформеров, но и для ролевых игр. В качестве других источников вдохновения Тадзири называл впечатления от аниме-сериалов, которые он смотрел в юности, и различные воспоминания из своего детства.
Изначально проект назывался Capsule Monsters (букв. «капсульные монстры»), но из-за проблем с регистрацией торговой марки проект переименовали сначала в Capumon, затем в Kapumon, пока, наконец, выбор не пал на Pocket Monsters. Тадзири думал, что Nintendo не захочет принять его игру, так как поначалу руководству компании его идея была не очень понятна. Фирма-разработчик Game Freak терпела финансовый кризис, Тадзири даже был вынужден не платить своим работникам, а сам жил на средства отца. Процесс разработки шёл очень тяжело и постоянно сопровождался ссорами и скандалами между разработчиками. Но тут ему неожиданно пришла помощь: Сигэру Миямото, кумир Тадзири в детстве, выделил деньги на финансирование Game Freak. Услышав об идее обмена монстрами, Миямото предложил Тадзири выпустить игру в двух версиях: он предполагал, что это разовьёт идею обмена покемонами. Несмотря на опасения разработчиков, у игры был огромный успех, чего ни сам Тадзири, ни Nintendo вовсе не ожидали из-за падения популярности Game Boy.
В вышедших играх Pocket Monsters Red и Pocket Monsters Green было 150 видов покемонов, но чтобы увеличить интерес к играм, разработчики втайне от Nintendo поместили в игру секретного 151-го покемона — Мью: Тадзири надеялся, что «создаст множество слухов и загадок вокруг игры». Мью можно было поймать, только принеся в офис Game Freak картридж с игрой и с сохранением игры, где у игрока в Покедексе были отмечены остальные 150 покемонов, там в сохранённую игру загружали Мью. Но способ поймать Мью всё-таки нашёлся: в 2003 году в игре был найден баг, позволяющий поймать любого покемона, в том числе и Мью.

## Отзывы и популярность
Серия игр является одной из самых продаваемых в мире — на момент июля 2010 года было продано более 200 миллионов экземпляров. Серия вошла в Книгу рекордов Гиннесса как «Самая успешная серия RPG всех времён».
IGN поместил серию на 17-е место в списке 25 лучших серий игр всех времён, заявив, что «геймплей очень хорош, игровая механика затягивает и ролевые игры из этой серии на портативные консоли заслуживают того, чтобы быть в коллекции любого игрока». GamesRadar поместил серию на первое место в списке лучших серий игр Nintendo, не разработанных Nintendo собственноручно
.